# Selected Areas in Cryptography
Selected Areas in Cryptography (SAC)  est une série de conférences internationales sur la cryptographie tenue annuellement au Canada chaque mois d’août depuis 1994. 
Elles ont été accueillies jusqu'en 1999 soit à l'Université Queen's, soit l'Université Carleton, en Ontario. Le lieu a changé plus souvent ces dernières années. Les SAC ont couvert de nombreux sujets de cryptographie, notamment la conception et l'analyse du chiffrement par bloc.
Depuis 2003, les SAC comportent un discours appelé « The Stafford Tavares Lecture », en l’honneur d’un de ses organisateurs d’origine et supporteurs de longue-date, Stafford Tavares.